# Monumento a la Duquesa de Alba

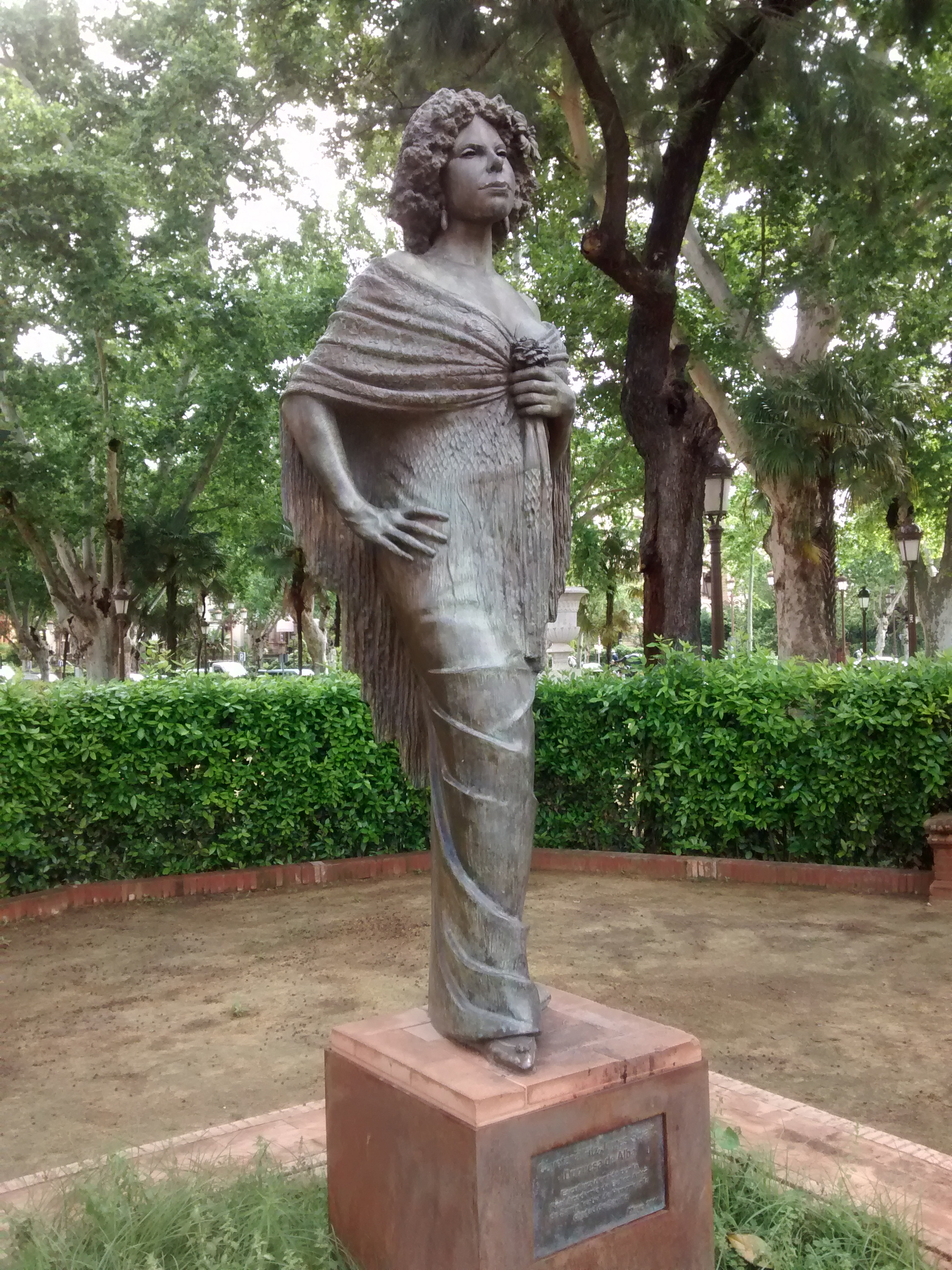
Monumento a la Duquesa de Alba

El monumento a la Duquesa de Alba es una escultura urbana en bronce dedicada a la aristócrata Cayetana Fitz-James Stuart, duquesa de Alba, obra de Sebastián Santos Calero en 2011, y ubicada en los jardines de la Reina Cristina de la ciudad de Sevilla (Andalucía). La estatua representa a la aristócrata ataviada con mantón de Manila.
El Ayuntamiento de Sevilla restauró el emplazamiento antes de su colocación, destacando los jarrones de fábrica o los estanques con versos de Vicente Aleixandre, procurando un aspecto decimonónico. Fue inaugurada en 2011, y al acto acudieron diversas personalidades de la vida social y cultural del país, destacando la presencia de familiares de la aristócrata, Curro Romero, Victorio & Lucchino o Jesús Quintero.
La estatua ha sido víctima del vandalismo en varias ocasiones.